# Joachim Betz (Politikwissenschaftler)
Joachim Betz (anhörenⓘ; * 1946) ist ein deutscher Politikwissenschaftler. Er ist Professor an der Universität Hamburg und forscht am German Institute of Global and Area Studies (GIGA-Institut) in Hamburg.

## Leben
Betz studierte an den Universitäten Erlangen, Tübingen und Montpellier Politikwissenschaft auf Lehramt für Gymnasien und schloss sein Studium mit dem Staatsexamen ab. In den Jahren 1973 und 1974 absolvierte er das Referendariat. Danach war er 1974 bis 1977 Wissenschaftlicher Angestellter am Institut für Politische Wissenschaft der Universität Tübingen und dort von 1977 bis 1980 Wissenschaftlicher Assistent. Mit der Dissertation Die Internationalisierung der Entwicklungshilfe wurde er 1977 ebenda promoviert. 1980 erfolgte der Ruf an die Universität Hamburg und seit 1981 ist er außerdem Wissenschaftlicher Mitarbeiter am German Institute of Global and Area Studies (GIGA), ebenfalls in Hamburg. Seit 2012 ist er dort Associat.

## Forschungsschwerpunkte
Betz Forschungsschwerpunkte sind Südasien, die Entwicklungsfinanzierung, Fragen der Verschuldung, die Situation der Rohstoffe in Asien und die Nord-Süd-Verhandlungen. Er gilt als Experte für Indien.

## Mitgliedschaften
Er ist Mitglied in der Arbeitsgemeinschaft für Friedens- und Konfliktforschung (AFK) und in der Deutschen Vereinigung für Politikwissenschaft (DVPW).

## Veröffentlichungen (Auswahl)
- Joachim Betz, Hans-Dieter Kübler: Internet Governance. Wer regiert das Internet? Springer, Wiesbaden 2013, ISBN 978-3-531-19240-6.
- Joachim Betz: Indien. Franzis, München 2007 (zugleich: Lizenzausgabe für die Bundeszentrale für politische Bildung)
- Joachim Betz, Wolfgang Hein: Neues Jahrbuch Dritte Welt 2005. Zivilgesellschaft. Springer, Wiesbaden 2005, ISBN 978-3-53114-566-2.
- Joachim Betz: Teepolitik in Sri Lanka. In: Mitteilungen des Instituts für Asienkunde, Hamburg. Band 163. Hamburg 1987, ISBN 978-3-88910-045-0.